# Asymbolus submaculatus
Asymbolus submaculatus — вид акул роду австралійська плямиста акула родини котячих акул. Інші назви «строката австралійська плямиста акула», «обтяжена котяча акула».

## Опис
Загальна довжина досягає 43,8 см. Голова помірно довга. Морда коротка, округла. Очі великі, горизонтально-мигдалеподібної форми, з мигательною перетинкою. За ними розташовані невеличкі бризкальця. Ніздрі помірні з носовими клапанами. Рот короткий, широкий. Зуби дрібні, з 3 верхівками, з яких центральна довша за бокові. У неї 5 пар коротких зябрових щілин. Тулуб циліндричний, щільний. Грудні плавці невеликі, округлі. Має 2 відносно великих спинних плавців, з овальними кінчиками. Розташовані у хвостовій частині. Черевні плавці великі. Анальний плавець широкий, проте не високий. Хвостовий плавець короткий, гетероцеркальний.
Забарвлення жовто-світло-коричневе з щільно розкиданими коричневими та чорними плямочками.

## Спосіб життя
Тримається на глибинах до 150 м, воліє до прибережних ділянок. Вдень ховається в печерах, розколинах. Активна вночі. Полює на здобич біля дна, є бентофагом. Живиться дрібними безхребетними та костистою рибою.
Це яйцекладна акула. Самиця відкладає 2 яйця.

## Розповсюдження
Мешкає біля західного узбережжя Австралії: від архіпелагу Речерче до мису Натураліст.